# Anoplotettix remanei
Anoplotettix remanei är en insektsart som beskrevs av Alexander Fyodorovich Emeljanov 1999. Anoplotettix remanei ingår i släktet Anoplotettix och familjen dvärgstritar. Inga underarter finns listade i Catalogue of Life.